# Toména
Toména är en ort i Burkina Faso.   Den ligger i regionen Sud-Ouest, i den sydvästra delen av landet, 280 km sydväst om huvudstaden Ouagadougou. Toména ligger 334 meter över havet och antalet invånare är 503.
Terrängen runt Toména är platt. Runt Toména är det glesbefolkat, med 15 invånare per kvadratkilometer.. Närmaste större samhälle är Loukoura, 12,9 km öster om Toména.
Omgivningarna runt Toména är huvudsakligen savann.